# Oulu
Oulu ou Uleåborg (finlandês: Oulu, PRONÚNCIA; sueco: Uleåborg, PRONÚNCIA) é uma cidade do centro-oeste da Finlândia.  
Uma possível origem do nome Oulu está numa palavra lapônica significando água de enchente, água de inundação, preservada em nome de rio, nome de lago e nome de povoação. 

Está situada na costa noroeste do país, e localizada na foz do rio Oulu (Oulujoki) na baía de Bótnia, a parte mais ao norte do mar Báltico.
Tem uma populacão de 216 313 habitantes (2022).
É a capital da região de Ostrobótnia do Norte, sendo a sexta maior cidade do país e a maior e mais importante cidade no norte da Finlândia.
É uma cidade de expressão finlandesa (enspråkigt finsk).

## História
Oulu foi fundada em 1605 pelo Rei Carlos IX, sendo assim a cidade mais antiga do norte da Finlândia.                     Recebeu o estatuto de cidade em 1610, e o seu crescimento começou então impulsionado pelo comércio externo.

A cidade de Oulu comemorou seu 400.º aniversário no ano de 2005.

## Geografia
A altitude da cidade é baixa e com poucas diferenças naturais. O ponto mais elevado de Oulu está a 135 metros acima do nível do mar e fica em Ylikiiminki. Atualmente o soerguimento na região é de cerca de 9 mm por ano. A temperatura média aumentou entre 0,02 e 0,04 entre 1900 e 1999. Os invernos são mais frios que no sul da Finlândia, porém mais ameno do que no norte. O tempo de cobertura de neve é de cinco meses. Os verões são ensolarados e o mês de julho é o mais quente. A temperatura mais alta registrada foi de 33,3 °C (1957) e a menor foi de -41,5 °C (1966). A precipitação média anual é cerca de 450 milímetros. As condições térmicas da cidade se refletem pela proximidade do Mar Báltico.

## População
Oulu tem uma população de 192.680 habitantes segundo dados de 2013, em que os homens são 48,9% e as mulheres 51,1%. Nos últimos anos a cidade tem sido uma das que mais crescem na Finlândia. A densidade populacional é de 372,7 hab/km².

## Educação
A cidade conta com duas instituições de ensino superior -  a Universidade de Oulu (finlandês: Oulun yliopisto) e a Universidade de Ciências Aplicadas de Oulu (finlandês: Oulun ammattikorkeakoulu; inglês: Oulu University of Applied Sciences).

## Cultura
Uma coisa típica cultural da cidade é o Campeonato Mundial de Air Guitar, uma forma de arte performativa semi-absurda, realizado na cidade desde 1996. Os participantes simulam tocar uma guitarra imaginária. 

## Património histórico, cultural e turístico
A cidade dispõe de um património turístico e cultural, onde pode ser destacado:

- Museu de Arte de Oulu (finlandês: Oulun taidemuseo, sueco: Uleåborgs konstmuseum ; museu de arte com foco nos artistas do norte da Finlândia)
- Museu da Ostrobótnia do Norte (finlandês: Pohjois-Pohjanmaan museo, sueco: Norra Österbottens museum ; museu histórico e cultural da cidade e da região)

## Desporto
A cidade é sede do clube de futebol AC Oulu, assim como do clube de hóquei no gelo Oulun Kärpät. 